# TVログ
TVログ（てぃびろぐ）は、株式会社WonderSpaceが運営するドラマのレビュー・評価サービスサイト。
パソコン版サイトだけでなくスマートフォン版サイト (iPhone/Android) も提供している。
ユーザーの口コミとともに、歴代・最新のドラマ情報を掲載しているほか、ドラマ・映画・アニメ・漫画などのエンターテイメント情報を提供するWEBマガジン「TVマガ」（てぃびまが）を運営している。